# Bissiguin (Kaya)
Pour les articles homonymes, voir Bissiguin.
Bissiguin est une localité située dans le département de Kaya de la province du Sanmatenga dans la région Centre-Nord au Burkina Faso.

## Géographie
Bissiguin est situé à 1,5 km à l'est de Napalgué, à environ 30 km au nord-ouest du centre de Kaya, la principale ville de la région. Le village est à environ 14 km au nord de la route régionale 14 reliant Kaya à Mané.

## Éducation et santé
Le centre de soins le plus proche de Bissiguin est le centre de santé et de promotion sociale (CSPS) de Napalgué tandis que le centre hospitalier régional (CHR) se trouve à Kaya.
Bissiguin possède un centre d'alphabétisation.